# Rafael Aguirre Miñarro
Rafael Aguirre (Málaga, 1984) es un guitarrista clásico español.

## Trayectoria
Aguirre es un músico reconocido por su trabajo como guitarrista clásico. Ha actuado en 40 países en salas de prestigio internacional como el Carnegie Hall de Nueva York, Konzerthaus de Viena, el Palacio de la Música Catalana, el Teatro Real de Madrid, Musashino Swing Hall de Tokio,  la Elbphilharmonie de Hamburgo, Auditorio Nacional de Madrid.
Rafael Aguirre ha actuado como solista junto a la Sinfónica de la KBS en Corea, Orquesta Nacional de Lyon, Orquesta Bruckner de Linz, Sinfónica de la RTVE, Orquesta Nacional de España, entre otras.
A los 16 años hizo su debut orquestal con la Joven Orquesta de Málaga en una gira por España y Marruecos. Realizó sus estudios en Alemania en la Hochschule Robert Schumann de Düsseldorf. Más tarde, estudió con el profesor Michael Lewin en la Royal Academy of Music de Londres. Recientemente ha entrado en el cuadro de honor de la Royal Academy de Londres como miembro asociado.